# Larissa Wilson
Larissa Wilson est une actrice anglaise née le 5 mai 1989 à Bristol. 
Elle est plus connue pour avoir tenu le rôle de Jal Fazer dans les saisons 1 et 2 de la série britannique Skins. 
En février 2008, avec Nicholas Hoult elle a remis le prix de la meilleure artiste solo à la chanteuse Kate Nash aux NME Awards.